# Piper maxwellanum
Piper maxwellanum är en pepparväxtart som beskrevs av C. Dc.. Piper maxwellanum ingår i släktet Piper och familjen pepparväxter. Inga underarter finns listade i Catalogue of Life.